# Oleg Borodin
Oleg Nikolajevitsj Borodin (Russisch: Олег Николаевич Бородин) (Kimry, Oblast Tver, 2 november 1938 - Moskou, 12 december 1992) was een voormalig basketbalspeler die uitkwam voor CSKA Moskou.

## Carrière
Borodin was een twee meter twee lange Center. Astachov begon in 1963 hij naar CSKA Moskou. Borodin werd met CSKA drie keer landskampioen van de Sovjet-Unie in 1964, 1965 en 1966. In 1968 wordt hij derde. Ook won Borodin twee keer de FIBA European Champions Cup in 1963 en 1969. In 1967 werd hij derde om het landskampioenschap van de Sovjet-Unie met RSFSR Moskou. Kreeg de onderscheiding Meester in de sport van de Sovjet-Unie.

## Erelijst
- Landskampioen Sovjet-Unie: 3
  - Winnaar: 1964, 1965, 1966
  - Derde: 1967, 1968
- FIBA European Champions Cup: 2
  - Winnaar: 1963, 1969
  - Runner-up: 1965